# 圣露西县
圣露西县（英語：St. Lucie County）是位于美国佛罗里达州东南部的一个县，是佛罗里达州著名的宝藏海岸的一部分，它与马丁县共同组成圣露西港都会区，同时也被美国统计局纳入迈阿密-劳德代尔堡-圣露西港联合统计区，展现出其在佛州东海岸的重要性。根据2020年美国人口普查数据，该县总人口为329,226人。其中，最大城市是圣露西港，人口占全县的62%，而县治则位于历史悠久的城市——皮尔斯堡。
圣露西县距离奥兰多约120英里，距离西棕榈滩约60英里。该县成立于1905年，总面积为571.9平方英里，在佛罗里达州的县域排名中位列第49。县内包括皮尔斯堡、圣露西港以及圣露西村三个建制地区。圣露西县的气候属于亚热带气候，四季温暖。作为宝藏海岸的核心区域，该县拥有21英里的海滩，其中近一半属于公共保护区，为当地居民和游客提供了丰富的自然景观和休闲活动场所。圣露西县的经济发展多元化，涵盖了生物技术、物流、传统及先进制造业、农业、旅游业、医疗保健及服务行业。

## 历史

### 印第安与殖民地时期
在欧洲人到来之前，圣露西县一带是艾斯人（Ais）部落的领地。这是一个以狩猎、采集和渔猎为生的原住民部落，他们的领土从圣约翰河以南一直延伸到圣露西湾口。由于西班牙探险家常沿着墨西哥湾流穿越这片区域，他们曾与艾斯人多次交锋。西班牙人将这片地区称为艾斯河（Rio de Ays），后来更名为印第安河（Indian River）。
1565年，西班牙人在朱庇特湾口建立圣塔露西亚堡（Fort Santa Lucia），并以动工当天的罗马天主教圣露西亚节（12月13日）为这座堡垒命名。1567年，佩德罗·梅嫩德斯·德阿维莱斯在大致位于今日维罗海滩和斯图尔特之间的地区建立了一个名为圣塔露西亚（Santa Lucia）的殖民地。尽管这一殖民地未能长久维持，但西班牙地图继续使用圣塔露西亚标注这一地区。
在18世纪末和19世纪初，佛罗里达几经易手。西班牙在1783年重新控制佛罗里达，并一直统治到1819年。在这一时期，塞米诺尔人（主要由阿拉巴马和乔治亚迁来的克里克人）以及逃亡的奴隶开始在宝藏海岸定居，逐渐建立起他们的社区。当时，该地区被称为东佛罗里达。19世纪初，西班牙对佛罗里达的控制逐渐削弱，最终在1819年的《亞當斯—奧尼斯條約》中，西班牙正式同意将佛罗里达割让给美国，并由美国承担500万美元的西班牙债务。1821年2月22日，美国总统詹姆斯·门罗宣布该条约生效，佛罗里达正式成为美国领土，结束了长达两个世纪的西班牙殖民统治。美国接管佛罗里达后，总统门罗任命安德鲁·杰克逊将军为佛罗里达的首任军事总督。他上任后，首先将佛罗里达划分为两个县：圣约翰斯县和埃斯坎比亚县，其边界大致与前西班牙殖民地的东佛罗里达和西佛罗里达相同。

### 塞米诺尔战争
1822年3月30日，美国国会将东佛罗里达和西佛罗里达的一部分合并为佛罗里达领地。佛罗里达成为美国领土后，该地区经历了长达数十年的武装冲突。美国政府希望将塞米诺尔人迁往西部，以便美国定居者能够占据佛罗里达的土地。然而，塞米诺尔人拒绝撤离，导致了三场激烈的塞米诺尔战争。
1835年，第二次塞米诺尔战争爆发，美国政府在佛罗里达建立多个军事前哨，以控制局势。1837年，陆军中校本杰明·K·皮尔斯（Benjamin K. Pierce）率领一支部队沿印第安河南下，并在今日的皮尔斯堡地区建立了一座军用堡垒，该地后来以他的名字命名。在战争期间，塞米诺尔人利用当地复杂的水道和浓密的沼泽地形，与美国军队展开游击战，使战事持续七年之久。1840 年，圣约翰斯县被划分为几个县，圣塔露西亚地区被纳入了莫斯基托县（Mosquito County）。
1842年，美国国会通过《武装占领法案》，以鼓励白人定居者在佛罗里达建立社区。该法案规定，愿意迁至佛罗里达半岛未开发地区的美国公民，可免费获得160英亩土地，条件是他们必须在五年内开垦至少五英亩土地，并建造可居住的房屋。此外，这些定居者还需持有武器，以应对可能的塞米诺尔人袭击。大约有40个家庭通过该法案来到该地区定居，并以皮尔斯堡为活动中心，其中几块土地位于今天的圣露西县境内。1851年，第三次塞米诺尔战争期间，美国在该地区修建了第二座主要堡垒——卡普隆堡，该堡垒位于今天的圣露西村历史区。直到第三次塞米诺尔战争结束后，塞米诺尔人被进一步驱逐，定居者才得以更稳定地发展当地经济。
19世纪期间，佛罗里达州频繁更改县的名称和边界。1844 年，圣露西县从莫斯基托县分离出来。1855年，圣露西县更名为布里瓦德县，以纪念1854年 1860年担任佛罗里达州审计长的西奥多·华盛顿·布里瓦德（Theodore Washington Brevard）。此后，圣露西地区便一直属于布里瓦德县，直到1905年。

### 宝藏海岸的早期开发
战事平息后，圣露西地区开始吸引更多的定居者。1870年代，沿印第安河岸出现了多个小型社区，其中包括以种植菠萝闻名的伊甸（Eden）和斯普鲁斯布拉夫（Spruce Bluff）。当时，印第安河是主要的交通干道，许多移民在沿岸定居，并开始发展农业，特别是菠萝种植。1880年代，安科纳（Ankona）社区逐渐形成，该地以约翰·弗莱彻·安肯尼（John Fletcher Ankeny）博士命名，他在1883年购买了皮尔斯堡以南八英里的土地并且定居及开垦。
1894年，随着石油大亨亨利·弗拉格勒将他的佛罗里达东海岸铁路从杰克逊维尔延伸至佛罗里达东南部，更多移民从欧洲和美国北部来到东南佛罗里达，积极促进了该地区的发展。虽然菠萝产业在19世纪后期达到顶峰，但由于天气、害虫以及来自古巴和夏威夷的竞争，该产业在20世纪初逐渐衰退。与此同时，柑橘种植和畜牧业开始取代菠萝种植，成为当地的重要经济支柱，而铁路使得本地农产品能够更便捷地运输到北方市场。1911 年，佛罗里达东海岸铁路将将皮尔斯堡定为铁路地区总部所在地，使当地人口迅速增长，由1905年的800人，到1915年跃升至3,500人。

### 城市化与房地产热潮
1901年，皮尔斯堡正式建市，标志着圣露西地区的城市化进程加快。1905年，圣露西县从布里瓦德县分离出来，皮尔斯堡成为县治。当时该县包括多个社区聚落，如詹森、伊甸、安科纳、沃尔顿、埃尔德雷德、白城、奥斯陆、维罗、奎伊等。1917年圣露西县西部的大部分地区分离出来，成立了奥基乔比县。1925年，圣露西县北部地区被划分为印第安河县，南部部分地区则与棕榈滩县部分区域合并，形成了马丁县。
第一次世界大战后，佛罗里达州迎来空前的经济繁荣，吸引大量移民定居。1919年，皮尔斯堡银行行长弗雷德·G·麦克马伦（Fred G. McMullen）成立了皮尔斯堡金融与建设公司，推动当地港口建设，并吸引了众多投资者。1920年代，房地产投机热潮席卷全州，大量开发项目涌现，如印德里奥（Indrio）和圣露西亚（San Lucie），开发商和投机者涌入圣露西县，并与当地居民共同竞标购买土地，推高了土地价格。当时，皮尔斯堡市中心的一处街角地块售价高达65,000美元，普通住宅地皮价格为6,000美元，甚至一块土地一天内可能易手八到十次。1921年5月，皮尔斯堡入海口建成，印第安河和大西洋终于被打通，为皮尔斯堡提供了进入海洋的通道。
楼市繁荣期于1925年秋季开始衰退，当时佛罗里达东海岸铁路禁止除食品和特殊许可物品以外的所有货物运输，港口和铁路终点站堆满了未使用的建筑材料，这一禁运严重影响了当地的建筑业，加剧了信贷紧缩。1926年和1928年，佛罗里达东南部遭遇两场毁灭性飓风，摧毁了大量建筑，并导致2000多人丧生。房地产市场的崩溃，再加上1929年大萧条和地中海果蝇疫情的打击，使佛罗里达的经济陷入低迷。然而，圣露西县凭借皮尔斯堡港的优越地理位置，作为中佛罗里达地区主要的货运港口，仍然保持了一定的经济活力。
1940年的人口普查显示，圣露西县总人口为11,871人，集中在拥有超过8,000人口的皮尔斯堡。当年，圣露西县已经建成了一个深水港口，能够处理中型远洋货船，并且是当地商业捕鱼船队的驻地，圣露西县已拥有各种形式的交通——公路、铁路、海港、机场，物流优势逐渐显现。

### 二战期间的圣露西县
第二次世界大战期间，美国政府决定在圣露西县沿海建立一系列防御和训练设施，以强化海岸防御能力，并训练士兵进行两栖作战。1943年至1946年间，美国海军在北哈钦森岛和南哈钦森岛建立了皮尔斯堡海军两栖作战训练基地，以训练士兵应对欧洲和太平洋战场上的两栖登陆作战。战前，哈钦森岛上的建筑物寥寥无几，仅有一座海岸警卫队驻守点、一座赌场、少量住宅和一座废弃的海难避难所。随着大规模训练基地的建立，这片原本人烟稀少的岛屿变成了重要的军事训练中心，士兵们在这里练习海滩突袭、障碍清除、两栖作战策略等多项军事技能，以备战欧洲和太平洋战场的登陆战。当1944年6月6日盟军发起诺曼底登陆作战时，这些曾在训练基地受训的士兵已经具备了丰富的实战经验。在圣露西县的模拟训练让他们熟悉了如何在枪林弹雨下操控登陆艇、规避障碍，并在登陆时清除障碍物、执行水底爆破等任务。据统计，二战期间超过14万名军人在这里接受训练，高峰时有1.8万人驻扎在基地。即使在欧洲战场胜利之后，军方仍在圣露西县继续进行训练，以准备未来在太平洋战场的登陆行动，包括计划入侵日本本土的没落行动。然而，随着美国投下原子弹后日本投降，这一行动最终未能付诸实施。如今，为了纪念二战时期在圣露西县进行的军事训练，当地一个位于詹森海滩社区的沙滩被命名为诺曼底海滩（Normandy Beach）。
除此之外，二战爆发后，美国政府在大西洋沿岸建立了多个军事设施，以应对德国潜艇对美国航运的威胁。自1942年起，德国U型潜艇频繁出现在佛罗里达沿海，给美国的运输舰队带来了严重破坏，仅在宝藏海岸一带就有17艘船只遭到攻击，其中4艘在哈钦森岛附近沉没。为应对潜在的敌对活动，圣露西县的海岸线上组织了民间巡逻队，沿着哈钦森岛至北部的海岸巡逻。当时，塞巴斯蒂安入海口（Sebastian Inlet）尚未开通，因此海岸线是一片连续的天然屏障。

### 战后的城市化发展
二战结束后，许多退伍军人和他们的家人被佛罗里达州宜人的气候和相对低廉的生活成本所吸引，纷纷迁居至此。这一趋势推动了当地住宅区的开发，并促进了旅游业的增长，为该县未来的城市发展奠定了基础。
1958年，麦克尔兄弟公司（Mackle Brothers）旗下的通用开发公司（General Development Corporation）在圣露西县南部沿圣露西河购入了数万英亩土地，计划建设一个全新的社区，并将其命名为圣露西港。通过引人注目、极具创意的广告宣传，该公司吸引了大批来自美国东北部的退休人士和家庭来到此地定居。随着进一步的土地收购，该社区最终扩展至36,500英亩。圣露西港为通用开发公司在佛罗里达建设的三座大型城市之一，最初的规划模式与此前在夏洛特县开发的夏洛特港类似，即通过分期付款销售土地和住宅的方式进行开发。然而，1960年初，麦克尔兄弟在圣露西港推出了一个新颖的房屋销售概念。业主可以在购买房屋后用于度假，同时，在业主未使用房屋时，可以将其交由该公司负责房屋租务管理，通过出租物业获取收入，从而抵消部分购屋成本，而业主在退休后也可以回到这里长期居住。通用开发公司不仅通过房屋销售获利，还能从物业管理中获取收益。由于这一概念主要被推广为一种投资模式，因此必须向美国证券交易委员会注册为证券产品，并要求销售代表具备证券经纪人资格。尽管这一模式未在该公司的后续项目中广泛推广，但后来许多地产开发商在如因尼斯布鲁克和格林布里尔等度假社区中采用了类似的概念。
1940年，圣露西县人口仅为11,871人；到1950年增长至20,180人；1960年则翻倍至39,294人。随着圣露西港的开发，1970年人口增长至50,836人，1980年进一步增加至87,182人。到1990年，圣露西县人口已突破15万，2000年更是接近20万，达192,695人。进入21世纪后，圣露西县人口继续保持高速增长，在2000年至2010年间，该县成为全美人口增长最快的地区之一，人口在十年内增加了超过8万，带动了劳动力结构的变化。传统以农业、旅游业为主的经济模式逐渐向知识型经济转型，产业结构日益多元化。